# Naruto Shippuden: Blood Prison
Pour plus de détails, voir Fiche technique et Distribution.
Naruto Shippuden: Blood Prison (劇場版 NARUTO-ナルト- ブラッド・プリズン, Gekijōban Naruto Shippūden - Buraddo Purizun) est le huitième film japonais basé sur le manga Naruto et le cinquième film tiré de l'anime Naruto Shippûden, sorti le 30 juillet 2011 au Japon et en France a été diffusé la première fois le 14 novembre 2012 sur Game One sous le nom Naruto Shippuden, Blood Prison : Le château de Hozûki.
Lors de la sortie de ce cinquième film de Naruto Shippuden, un OAV du nom de : Ouverture de l'examen chūnin ! Naruto contre Konohamaru ! (炎の中忍試験！ナルトVS木ノ葉丸!!, Honō no chūnin shiken! Naruto vs Konohamaru) est sorti aussi le 30 juillet 2011 au Japon.

## Synopsis
Accusé d’avoir tenté d'assassiner le chef du village de Kumo, le Raikage, puis tué des jōnin de Kiri et d'Iwa, Naruto est emprisonné à Hozukijo, une prison pour ninjas criminels connue également sous le nom de « Prison sanglante ». Le surveillant de la prison, Mui, utilise l'entrave céleste, une technique qui permet d'empêcher tout malaxage de chakra du prisonnier, qui sinon voit son corps se brûler et se consumer. Naruto tente d'abord de s'échapper du château, mais sa tentative échoue et il est envoyé en cellule d'isolement pendant trois jours. Il essaye ensuite de battre Mui, mais il perd et est à nouveau enfermé en isolement, pour cinq jours. Au réfectoire du château, il est applaudi et acclamé par les autres prisonniers, faisant la connaissance de Maroï.
Le jeune ninja parvient à s'échapper de la prison, et Ryûzetsu, une des prisonniers, s'évade également par la mer et sauve Naruto de la noyade. Elle lui apprend que c'est Mui qui l'a piégé, avec l'aide de Kazan, l'homme aux cent visages, qui a pris son apparence, pour ensuite l'accuser. Elle lui raconte aussi qu'elle s'est infiltrée dans la prison du château pour le surveiller, car elle savait que Naruto y serait envoyé pour y être emprisonné, et que le surveillant de la prison appartient au clan des Fruits et qu'il a emprisonné son fils, Muku, dans une boîte appelée « boîte du Paradis ». Ryûzetsu se remémore les moments passés avec son camarade lorsqu'ils étaient Genin.
Naruto provoque encore Mui en duel et lui avoue être au courant de ses petit secrets. Il perd une fois de plus le combat et est enfermé en isolement pour une semaine. Ryûzetsu tenter de tuer Mui dans son sommeil, mais tombe sur Maroï qui la relâche. Ils décident de s'allier pour se débarrasser de Mui, mais Maroï la piège et Naruto est capturé par Mui. Celui-ci active la boîte du Paradis et fait le vœu de revoir son fils Muku, trahissant le quintet du clan des Fruits. Ceux-ci découvrent Kazan, toujours en vie, ayant été secouru par Mui, alors qu'ils essayaient de l'assassiner en le jetant dans la mer.
Malheureusement, les retrouvailles entre Mui et son fils se transforment en cauchemar, car Muku blesse son père, puis tue Kazan, et se transforme en monstre appelé Satori, ayant complètement changé de personnalité depuis qu'il a été emprisonné dans la boîte du Paradis. Naruto, avec l'aide de ses compagnons, de Ryûzetsu et de Mui, réussissent à le neutraliser, mais les deux jeunes ninjas sont mortellement blessés. Muku achève son père et meurt en vidant son chakra et s'enfermant dans la boîte pour toujours. Les ninjas de Konoha capturent les prisonniers qui tentaient de s'échapper.
Alors que Naruto git sans vie, Sakura tentant de le soigner, Ryûzetsu le ramène à la vie avec sa technique : « La transmigration du Dragon », transférant son âme dans celui de Naruto en l'embrassant. Naruto est ressuscité, mais Ryûztsu décède des suites de sa technique. Mui et elle ont tous deux droit à une pierre tombale.

## Fiche technique
- Titre original : 劇場版 NARUTO-ナルト- ブラッド・プリズン (Gekijōban Naruto Shippūden - Buraddo Purizun)
- Titre français : Naruto Shippuden: Blood Prison (trad. litt. : Naruto Shippuden : Prison sanglante)
- Réalisation : Masahiko Murata
- Scénario : Akira Higashiyama, d'après l'anime Naruto Shippûden de Masashi Kishimoto
- Direction artistique : Tetsuya Nishio
- Musiques : Yasuharu Takanashi
- Sociétés de production : Aniplex, Bandai Co., Ltd., Dentsu Inc., Shueisha, Studio Pierrot, Tōhō, TV Tokyo
- Société de distribution : Tōhō
- Pays d'origine :  Japon
- Langue originale : japonais
- Format : couleur - 1,85:1
- Genre : action, fantastique, comédie
- Durée : 100 minutes
- Dates de sortie :
  -  Japon : 30 juillet 2011
  -  France : 4 juillet 2012 (directement en DVD) ; 6 juillet 2012 (projeté à la Japan Expo 2012)[4]

## Doublage
| Personnages     | Voix japonaises    | Voix françaises       |
| --------------- | ------------------ | --------------------- |
| 4e Raikage      | Hideaki Tezuka     | Tony Beck             |
| Killer Bee      | Hisao Egawa        | Frédéric Meaux        |
| Naruto Uzumaki  | Junko Takeuchi     | Carole Baillien       |
| Sakura Haruno   | Chie Nakamura      | Maïa Baran            |
| Nagato          | Junpei Morita      | David Manet           |
| Kakashi Hatake  | Kazuhiko Inoue     | Lionel Bourguet       |
| Chôji Akimichi  | Kentarō Itō        | Thierry Janssen       |
| Neji Hyûga      | Kouichi Toochika   | Xavier Percy          |
| Gaï Maito       | Masashi Ebara      | Bruno Georis          |
| Hinata Hyûga    | Nana Mizuki        | Élisabeth Guinand     |
| Yamato          | Rikiya Koyama      | Laurent Van Wetter    |
| Ino Yamanaka    | Ryoka Yuzuki       | Julie Basecqz         |
| Saï             | Satoshi Hino       | Maxime Donnay         |
| Shikamaru Nara  | Shôtarô Morikubo   | Jean-Pierre Denuit    |
| Rock Lee        | Yoichi Masukawa    | Jean-Pierre Denuit    |
| Tenten          | Yukari Tamura      | Élisabeth Guinand     |
| Konan           | Atsuko Tanaka      | Julie Basecqz         |
| Samui           | Hikari Yono        | Fabienne Loriaux      |
| Gamabunta       | Hiroshi Naka       | Jean-Marc Delhausse   |
| Jiraya          | Houchu Ohtsuka     | Olivier Cuvelier      |
| Shizune         | Keiko Nemoto       | Claire Tefnin         |
| Omoï            | Kunihiro Kawamoto  | Pablo Hertsens        |
| Mui             | Masaki Terasoma    | Pierre Lognay         |
| Tsunade         | Masako Katsuki     | Laurence César        |
| Ryûzetsu        | Mie Sonozaki       | Jennifer Baré         |
| Mabui           | Misaki Sekiyama    | Marcha Van Boven      |
| Maroï           | Takaya Kamikawa    | David Manet           |
| Minato Namikaze | Toshiyuki Morikawa | Gauthier de Fauconval |
| Muku/Satori     | Yūichi Nakamura    | Frédéric Meaux        |
| Karui           | Yuka Komatsu       | Delphine Chauvier     |

## Musique
Une compilation des musiques du film composées par Takanashi Yasuharu est sortie au Japon le 27 juillet 2011 :
La chanson intitulée Otakebi (雄叫び) est interprétée par le chanteur japonais Chiba Yusuke.
La bande originale de l'OAV intitulée Future Eve est interprétée par le groupe japonais Okamoto's.

## Autour du film
Chronologiquement, le film peut être placé entre les volumes 52 et 53 du manga, c-à-d. entre les épisodes 244 et 245 de la série.

## DVD
Ce film est sorti en DVD le 25 avril 2012 au Japon.
En France, il est sorti le 4 juillet 2012.